# بيتر هايندمان
بيتر هايندمان هو محامي وسياسي كندي، ولد في 1942 في إدمونتون في كندا، وتوفي في 6 سبتمبر 2006 في فانكوفر في كندا. نشط حزبياً في British Columbia Social Credit Party ‏. وقد انتخب عضو الجمعية التشريعية لكولومبيا البريطانية ‏.